# Grupo del Centralismo Democrático
El Grupo del Centralismo Democrático (en ruso; Группа демократического централизма), a veces llamado el Grupo de los 15, fue una facción disidente del Partido Comunista de Rusia (bolchevique) /RKP (b) a principios de los años 1920.
El grupo se formó en marzo de 1919, durante el VIII Congreso del Partido que se celebró en Moscú. Sus miembros consistían principalmente en bolcheviques intelectuales que criticaron el liderazgo del Partido Comunista y de Vladímir Lenin por centralizar demasiado el poder político en el partido, eliminar la iniciativa de las organizaciones locales del partido y controlar estrictamente la organización del mismo. En lugar de la dictadura del partido existente, el Grupo abogó por un retorno a la dictadura del proletariado.
Los líderes originales del grupo fueron los viejos bolcheviques Valerián Obolenski-Osinski, Vladímir Smirnov, Timoféi Saprónov, Vladímir Maksimovski, Mijaíl Boguslavski, Abram Kamenski y Rafaíl Farbman. Su influencia dentro del partido, siempre limitada, aumentó en el noveno Congreso del Partido (marzo - abril de 1920), cuando los comunistas de alto rango como Mijaíl Tomski y Konstantín Yurénev les dieron un apoyo parcial en algunos temas. Sin embargo, sus propuestas continuaban siendo rechazadas. Estuvieron activos en la "discusión sindical" dentro del partido a finales de 1920 y comienzos de 1921, cuando el Partido Comunista de Rusia se dividió en muchas facciones, pero no obtuvo suficiente apoyo y la facción comenzó a morir después del X Congreso, en marzo de 1921.
Los líderes del Grupo continuaron quejándose de lo que vieron supresión gradual de la democracia del partido a principios de 1920 y se unieron a la Oposición de Izquierda de León Trotski en 1923. En 1926, Saprónov y Smirnov formaron el "Grupo de los 15", el que se unió a la Oposición Unificada liderada por Trotski, Grigori Zinóviev y Lev Kámenev. Fueron expulsados del Partido Comunista en el transcurso del XV Congreso del Partido en diciembre de 1927 junto con el resto de la Oposición Unida. 
Obolenski-Osinski asistió a la Conferencia Económica Socialista Mundial organizada por el Instituto Internacional de Relaciones Industriales en el Instituto Vereeniging Koloniaal de Ámsterdam. Era la primera vez que los funcionarios soviéticos viajaban a Occidente para discutir cómo funcionaba el Plan Quinquenal. Acabaría siendo ejecutado durante la Gran Purga en 1938. Aunque algunos de ellos se arrepintieron y fueron aceptados en el Partido Comunista de la Unión Soviética a principios de la década de 1930, fueron absueltos y ejecutados alegando falsos cargos también en la Gran Purga organizada por Stalin.